# Illern (Tranås socken, Småland)
Illern är en sjö i Tranås kommun i Småland och ingår i Motala ströms huvudavrinningsområde. Sjön är 7 meter djup, har en yta på 0,413 kvadratkilometer och är belägen 197,9 meter över havet.

## Delavrinningsområde
Illern ingår i det delavrinningsområde (643125-145330) som SMHI kallar för Utloppet av Illern. Avrinningsområdets medelhöjd är 209 meter över havet och ytan är 2,61 kvadratkilometer. Det finns inga delavrinningsområden uppströms utan avrinningsområdet är högsta punkten. Vattendraget som avvattnar avrinningsområdet har biflödesordning 3, vilket innebär att vattnet flödar genom totalt 3 vattendrag innan det når havet efter 166 kilometer. Delavrinningsområdet består mestadels av skog (63 procent) och jordbruk (11 procent). Avrinningsområdet har 0,41 kvadratkilometer vattenytor vilket ger det en sjöprocent på 15,6 procent.